# Teodoro Obiang Nguema
Teodoro Obiang Nguema Mbasogo (Acoacán, Provincia de Wele-Nzas, 5 de junio de 1942) es un político, exmilitar y dictador ecuatoguineano que se desempeña como el actual presidente de Guinea Ecuatorial, cargo que asumió tras encabezar el golpe de Estado del 3 de agosto de 1979, por el que fue derrocado su tío, el dictador Francisco Macías Nguema.
De profesión militar, es considerado un dictador por una parte importante de la comunidad internacional. El 3 de agosto de 2019 cumplió cuarenta años en el poder, lo que le valió la condena de organizaciones como Amnistía Internacional. Actualmente es el segundo líder nacional no monárquico con más tiempo en el poder que sigue en el cargo, solo por detrás del camerunés Paul Biya.
Su mandato se ha caracterizado por: un alto grado de corrupción y el desarrollo de los recursos naturales de Guinea, especialmente el petróleo, haber derrocado la dictadura totalitaria de su tío Francisco Macías Nguema,  restablecer las relaciones exteriores de Guinea Ecuatorial y haber tenido una política neutral entre el Bloque del Este y el Bloque del Oeste durante la Guerra Fría.
Obiang es considerado un líder autoritario. En su extenso mandato ha implementado la creación de obras públicas como hospitales, carreteras, monumentos y colegios, pero también ha propiciado graves acusaciones de corrupción política, violaciones a los derechos humanos, el marcado autoritarismo, la represión y la militarización que vive su país. Debido al intenso historial de críticas sobre su política de derechos humanos, optó por suprimir la pena de muerte, la cual había justificado. La Constitución otorga a Obiang amplios poderes, incluido el derecho a gobernar por decreto, lo que convierte a su gobierno en una dictadura legal. También ha colocado a miembros de su familia en puestos importantes en su gobierno.

## Biografía

### Primeros años

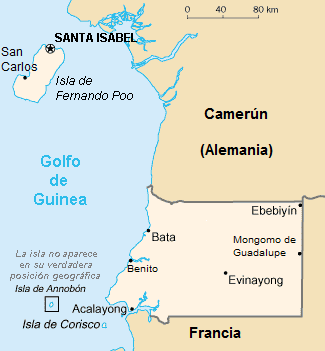
Fronteras acordadas con Francia en el Tratado de París de 1900 de los Territorios Españoles del Golfo de Guinea, luego renombrados como Guinea Española. Tras su independencia en 1968 Guinea Ecuatorial conserva esas fronteras con los países vecinos.

Nacido en el seno del clan Esangui, en el poblado de Acoacán (distrito de Mongomo, provincia Wele-Nzas), perteneciente a la entonces provincia de Guinea Española de la región del África española, en la actual frontera con Gabón, dentro de la Guinea Ecuatorial continental. Hijo de los gaboneses Santiago Nguema Eneme Obama y María Mbasogo Ngui, Obiang fue el tercero de diez hermanos, entre los cuales también se encuentran el Delegado de Seguridad Nacional Armengol Ondo Nguema y el exministro de Defensa Nacional Antonio Mba Nguema.
Su padre era oriundo del distrito gabonés de Oyem, y según detractores del régimen de su hijo habría sido encarcelado numerosas veces por las autoridades coloniales francesas por delitos de robo, escapando a la Guinea Española junto a su mujer en una ocasión en que volvería a ser detenido. Posteriormente, Santiago Nguema Eneme recibiría el apodo cariñoso de “bandido” por parte de las autoridades coloniales españolas. Otras fuentes dicen que los padres de Obiang emigraron de Gabón para no pagar impuestos de capitación y aprovechar la buena situación económica de la Guinea Española. Tras el fallecimiento de María Mbasogo Ngui, Obiang y sus hermanos fueron criados por su padre y su nueva esposa Carmen Mikue Mbira.

### Educación y formación
Obiang cursó sus primeros estudios en el Grupo Escolar «Cardenal Cisneros» de Ebibeyin y en el Centro La Salle de Bata (actual Colegio Nacional Enrique Nvó Okenve), donde realizó el bachillerato laboral administrativo. Posteriormente entre 1963 y 1965 estudió la carrera militar en la Academia General Militar de Zaragoza (España), recibiendo el despacho de alférez de la Guardia Territorial de Guinea Ecuatorial, siendo destinado primero a Mikomeseng (1965) y después a Bata (1967) y a Malabo (1968, antigua Santa Isabel).
Además de la carrera militar, Obiang es licenciado en Derecho por la Universidad Nacional de Educación a Distancia (UNED) de España y doctor honoris causa por la Universidad Nacional de Guinea Ecuatorial (UNGE). También es el primer doctor honoris causa en Arquitectura y Gestión Urbanística de la Escuela Superior de Arquitectura y Urbanismo de Togo (2016).Cuenta también con doctorados honoris causa en Ciencias del Desarrollo Económico y Social por la Universidad Politécnica Internacional de Benín (2012): en Ciencias Económicas y Sociales por la Universidad Estatal de Economía de los Urales (2013); en Ciencias Sociales y Buena Gobernabilidad por la Sociedad de Estudios Internacionales SEI (2014); en Relaciones Internacionales por la Universidad Peruana de Ciencias e Informática UPCI (2014); en Ciencias Políticas por la Universidad de Kinsasa (2016); y en Política Educativa por la Universidad Afroamericana de África Central AAUCA (2021)

### Carrera militar durante el régimen de Macías

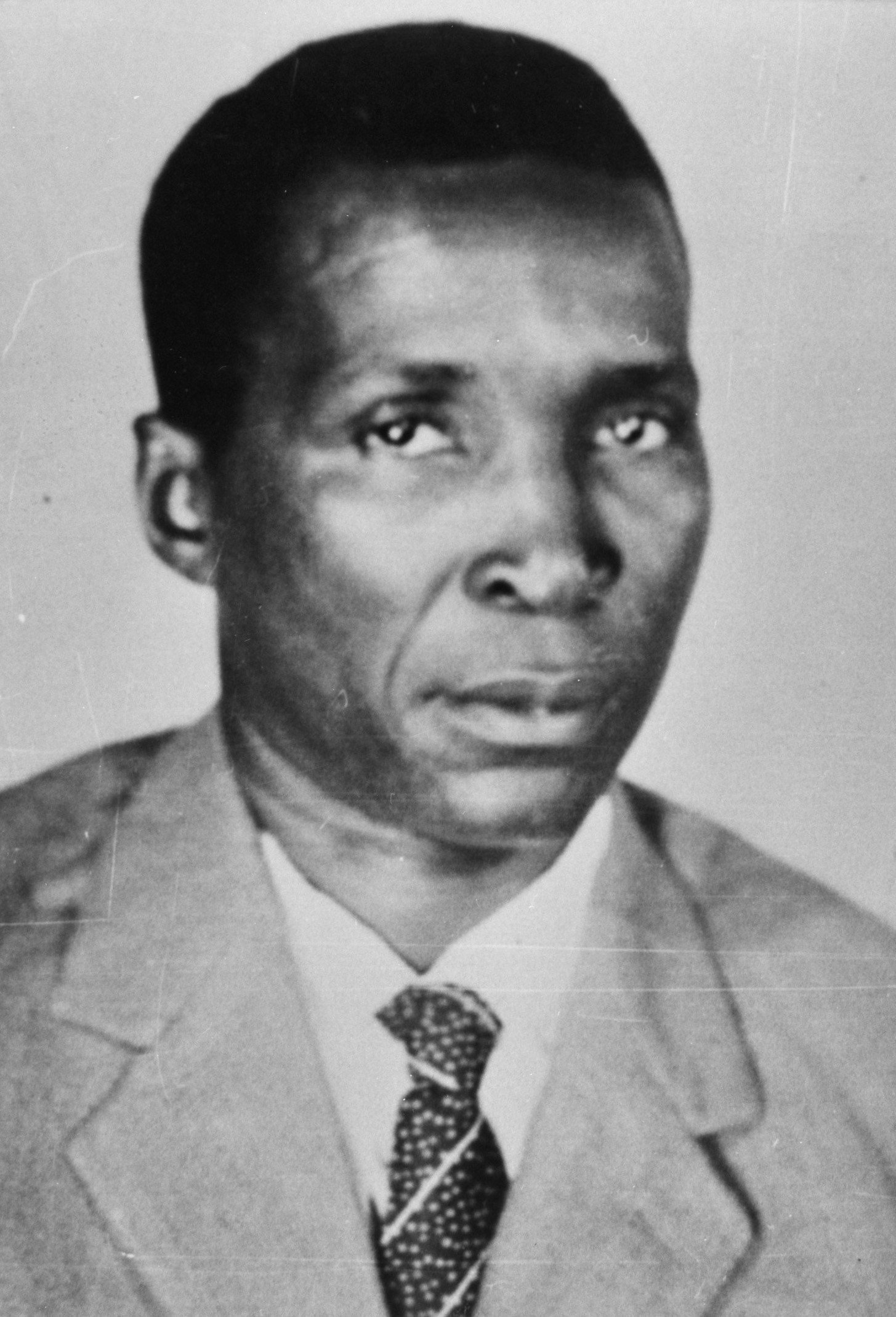
El tío de Obiang, Francisco Macías Nguema, a quien Obiang derrocó en el golpe de Estado de 1979

En 1969 fue nombrado teniente de la Guardia Nacional por el presidente Francisco Macías Nguema, su tío. En 1970 fue designado director general de Planificación y Aprovisionamiento del Ministerio de Defensa Nacional. En 1971 obtuvo el grado de capitán por su "patriotismo" al haber descubierto un intento de golpe de Estado contra el dictador Macías, y en 1975 fue ascendido por decreto presidencial a comandante. En 1976 accedió al cargo de secretario general del Ministerio de Fuerzas Armadas Populares y en 1979 al de viceministro de las Fuerzas Armadas, ascendiendo además al rango de teniente coronel. Paralelamente ejerció durante varios años como alcaide de la Prisión Playa Negra, estando además a cargo de todo el sistema carcelero del país. Durante la dictadura de Macías también ocupó otros cargos como Gobernador de la Isla de Bioko y jefe de la Guardia Nacional.

### Golpe de Estado y presidencia

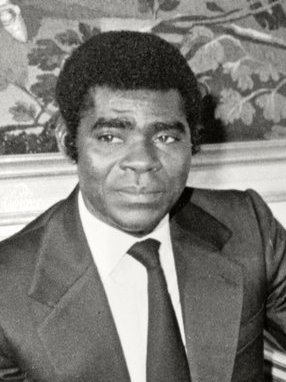
Teodoro Obiang en 1982.

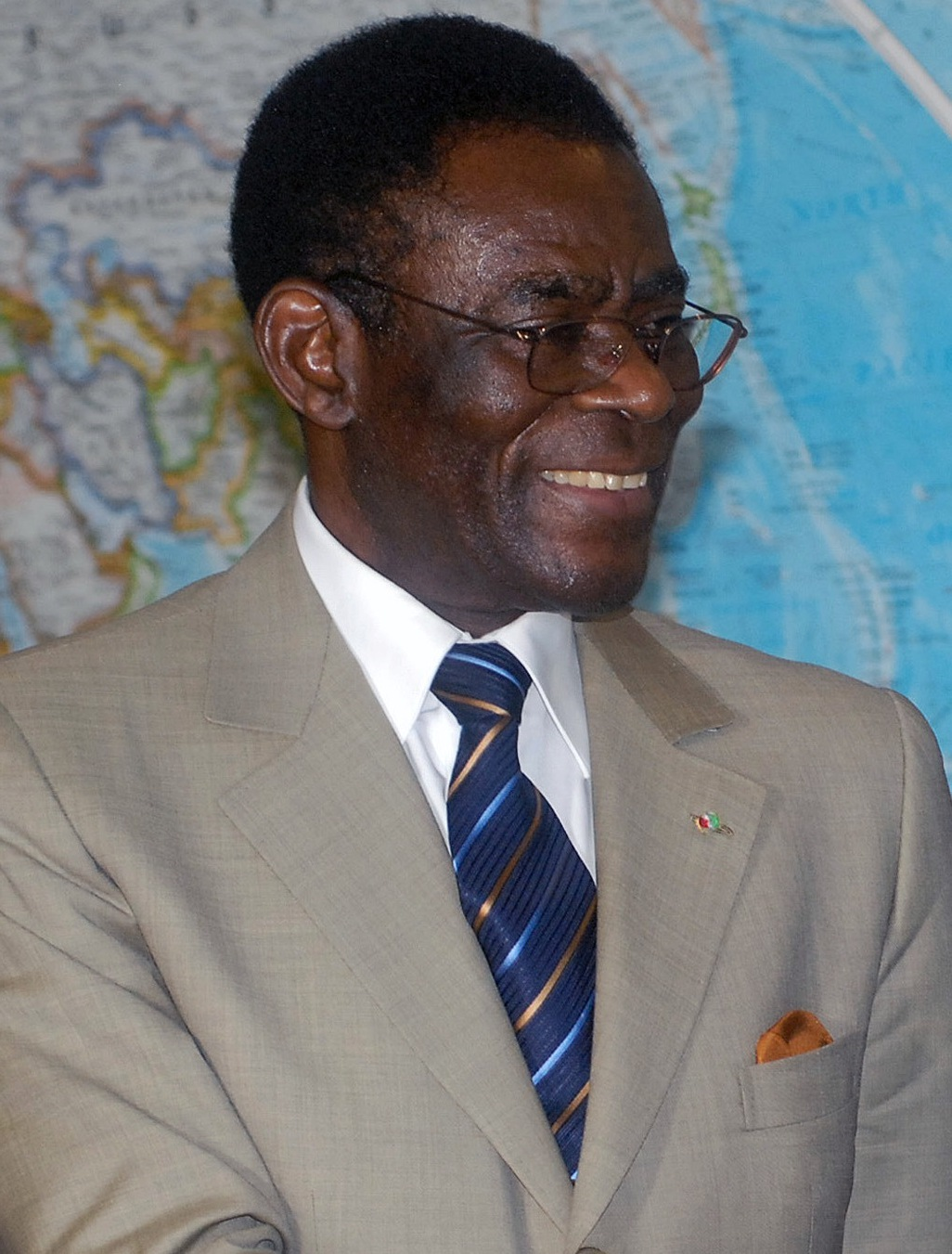
Teodoro Obiang en 2008.

El 3 de agosto de 1979, junto a otros oficiales como Eulogio Oyó, protagonizó una revuelta contra su tío, el presidente Francisco Macías Nguema, destituyéndolo, juzgándolo y ejecutándolo poco después en lo que oficialmente se denominó como el «Golpe de la Libertad», siendo elegido presidente del Consejo Militar Supremo el 18 de agosto del mismo año. Con la aprobación de la Ley Fundamental de Guinea Ecuatorial de 1982, el Consejo se disolvió y Obiang continuó como presidente constitucional.  En 1986 ascendió a General de Brigada, en 1996 a General de División, en 1999 a Teniente General y finalmente en 2004 a Capitán General.
Hubo intentos de derrocar a Obiang en 1981, 1983 y 1986, saldándose todos ellos con varias sentencias a muerte.
En 1987 el presidente Obiang Nguema Mbasogo fundó el primer partido político del país, denominado como PDGE (Partido Democrático de Guinea Ecuatorial). En las primeras elecciones presidenciales de 1989 fue reelegido, como candidato del todavía único partido por entonces. En 1996 volvió a ser reelegido siendo estas las primeras elecciones pluralistas de la nueva etapa democrática. En 2002 volvió a ganar las elecciones por mayoría absoluta.
Tras el intento de golpe de Estado en Guinea Ecuatorial de 2004, Obiang declaró que existía un complot para acabar con él, que incluiría los servicios de inteligencia de Estados Unidos, Reino Unido y España, con el objetivo de instalar en el poder al dirigente de la oposición Severo Moto. Quince personas fueron arrestadas y un avión detenido en Harare (Zimbabue), cuyas autoridades declararon que llevaba a un grupo de mercenarios que intentaban derribar el gobierno de Obiang. En principio el operador estadounidense del aparato afirmó que se trasladaban a la República Democrática del Congo, aunque Simon Mann, considerado líder del grupo y actualmente cumpliendo una condena de 34 años de cárcel en la Prisión de Playa Negra en Malabo, reconoció que intentaba derrocar al régimen, acusando además a Mark Thatcher, hijo de la ex primera ministra Margaret Thatcher y a Eli Calil, millonario Libanés como financiadores de la aventura.
En las elecciones del 29 de noviembre de 2009, el PDGE obtuvo de nuevo la victoria en las urnas con un porcentaje del 95.37 % y más de 260 000 votos en unos comicios reconocidos como válidos por los observadores internacionales de la Misión Internacional de Observación Electoral de la CEEAC (Comunidad Económica de los Estados de África Central).
En 2013 asistió a los funerales de los presidentes Hugo Chávez (en Venezuela) y Nelson Mandela (en Sudáfrica),[cita requerida] y en marzo de 2014 al funeral de Estado en Madrid del expresidente español Adolfo Suárez, siendo además el único jefe de Estado extranjero presente en La Almudena.
En 2016 en unas cuestionadas elecciones revalidó su cargo por cuarta vez consecutiva para un nuevo mandato de siete años, hasta 2023, con el 93.7% de los votos. En diciembre de 2017, su gobierno volvió a enfrentar un intento de golpe de Estado perpetrado por mercenarios extranjeros. Obiang acusó a partidos políticos opositores de estar detrás de la intentona.
En junio de 2018, Obiang anunció la celebración de una mesa de diálogo político (la sexta en la historia del país) en la que se permitió la participación de formaciones políticas opositoras del exilio y del interior del país. Debido a las reiteradas críticas a su gobierno, Obiang firmó un decreto que derogó la pena de muerte en septiembre de 2022. En las elecciones presidenciales anticipadas de 2022, Obiang fue reelegido para un nuevo mandato con un 97% de los votos, en medio de denuncias de fraude por parte de la oposición.
En julio de 2024, el régimen de Obiang inició una represión en la isla de Annobón tras haberse desatado protestas por la actividad de una empresa minera. Se suspendió la cobertura telefónica e internet en la isla, dejando a sus habitantes completamente aislados del resto del mundo. Se señaló que se busca silenciar silenciar las voces disidentes y evitar la difusión de información sobre las violaciones de derechos humanos en la isla.
También 2024 se publicó que mercenarios del grupo Wagner (ahora llamado "África Corps") habían entrado en Guinea Ecuatorial a petición de Obiang. Según los opositores el objetivo de los mercenarios sería ayudar a consolidar una hipotética sucesión en el poder de Obiang a su hijo Teodorín.

### Vida personal

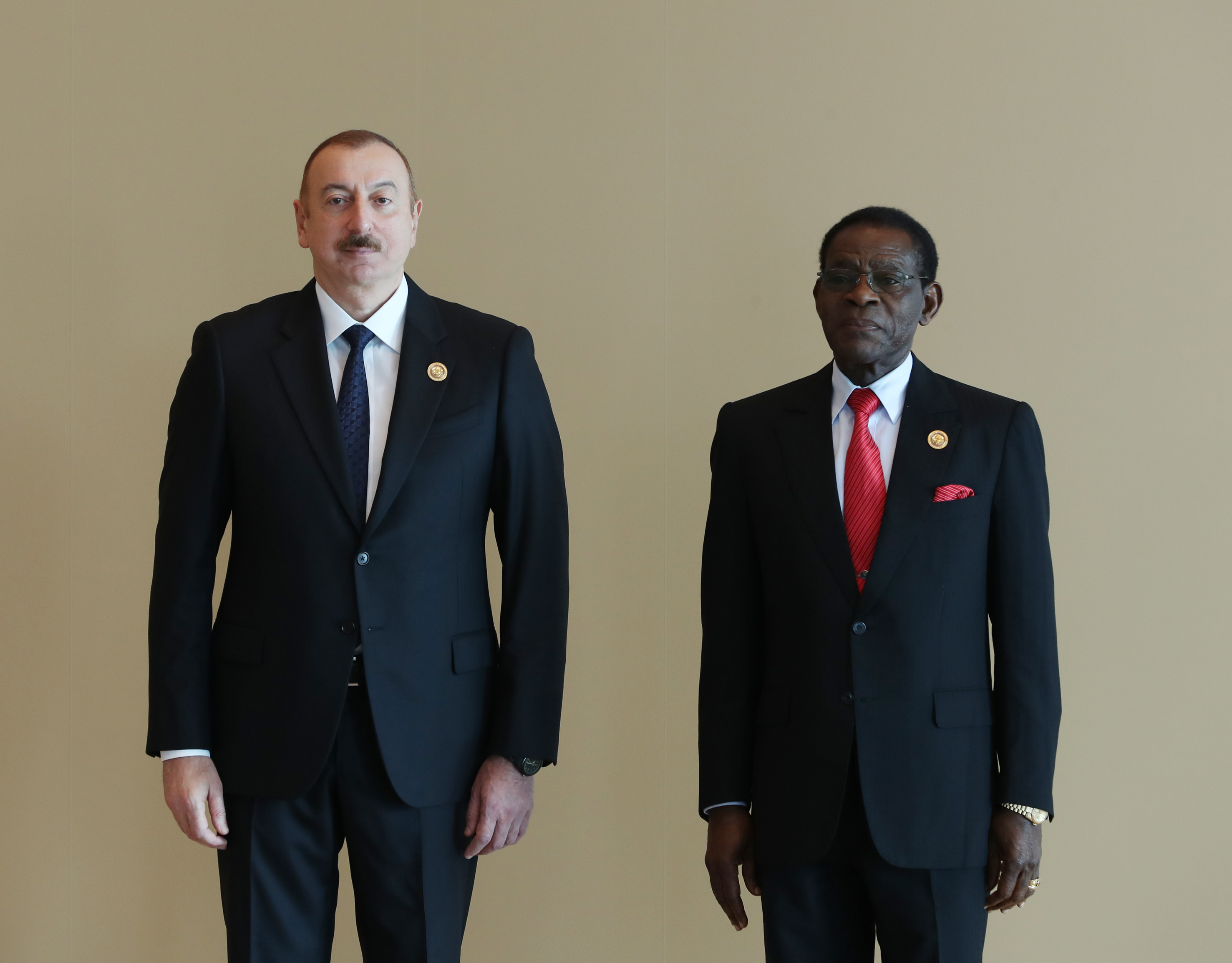
Teodoro Obiang con Ilham Aliyev, presidente de Azerbaiyán, en octubre de 2019.

Está casado desde el 12 de diciembre de 1968 con Constancia Mangue Nsue (nacida en 1951), Primera dama de la República de Guinea Ecuatorial y madre de Teodorín Nguema Obiang, actual Vicepresidente del país. Su esposa Constancia y su hijo Teodorín han sido, al igual que el presidente, acusados en repetidas ocasiones de corrupción.
Un polígamo, Obiang tiene otras cuatro esposas. Con una de ellas, Celestina Lima, tiene a otro de sus hijos, Gabriel Mbega Obiang (Ministro de Minas e Hidrocarburos). Obiang cuenta con varios otros hijos, muchos de los cuales ocupan cargos en su gobierno. Obiang sufre de cáncer de próstata, el cual tiene controlado. Ha sido acusado por detractores de su gobierno de practicar el canibalismo y consumir drogas.

## Controversias

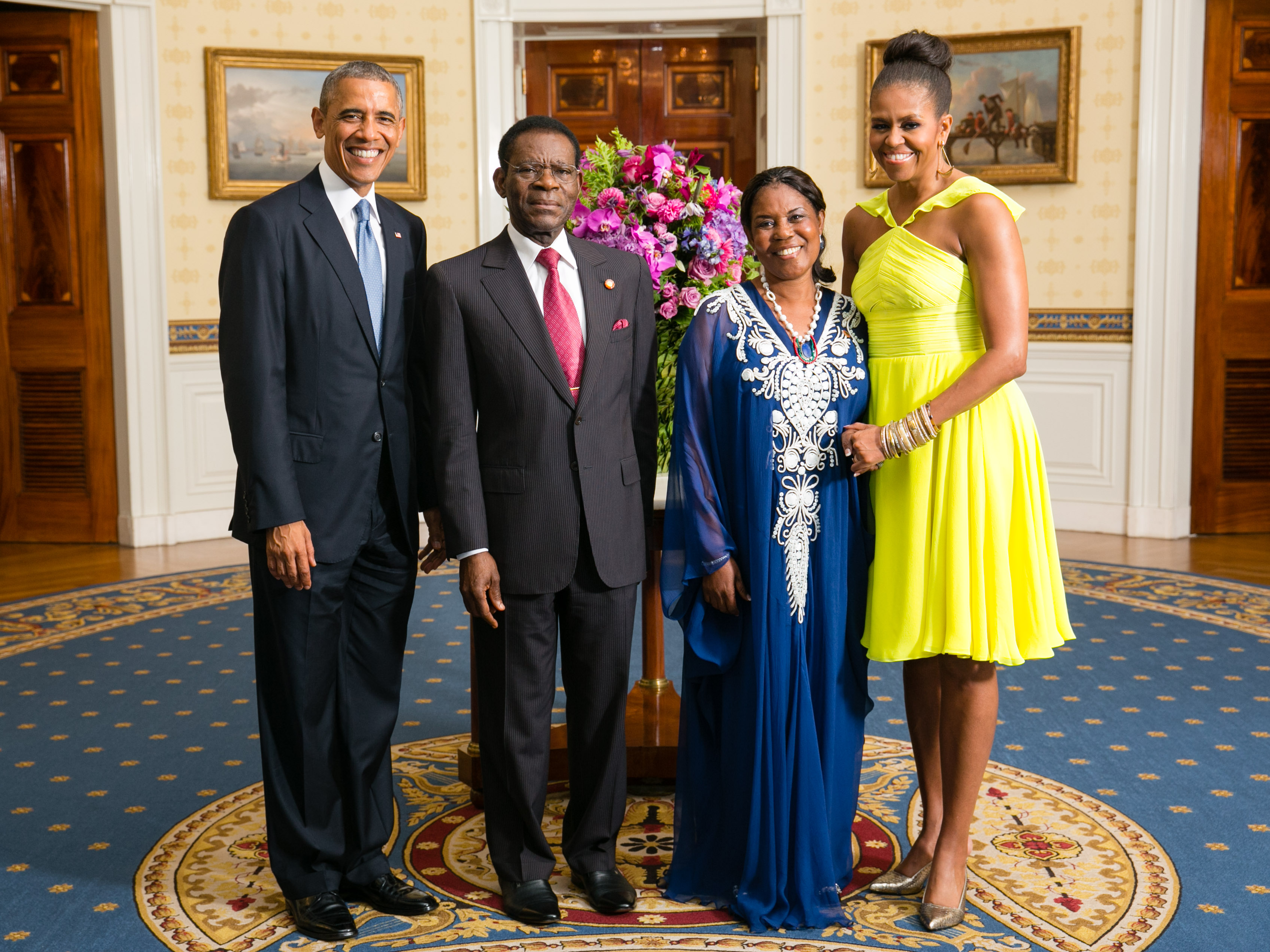
Obiang y el presidente estadounidense Obama con sus esposas en 2014.

En 2004, el Senado de los Estados Unidos inició una investigación al entonces banco estadounidense Riggs Bank por el posible blanqueo de dinero por parte de Obiang. En esas fechas, Severo Moto lo acusó de canibalismo, le acusa de "quererle en su plato en trocitos y con patatas" en la radio Onda Cero y señala que el mandatario "lo quiere de vuelta para comerse sus testículos."
En noviembre de 2006 visitó España, en el pasado metrópoli colonial, con el objeto de persuadir a las fuerzas políticas del país para que las empresas españolas invirtieran en Guinea Ecuatorial. Fue recibido por José Luis Rodríguez Zapatero (presidente del Gobierno) y por el jefe de la oposición parlamentaria, pero varios grupos parlamentarios se opusieron a su comparecencia en el Congreso de los Diputados, la cual acabó siendo cancelada. Obiang se comprometió ante Zapatero a la liberación de los presos políticos de su país.
Por parte de Amnistía Internacional y de otras asociaciones internacionales se acusa al político Teodoro Obiang Nguema de tortura y constantes violaciones de los derechos humanos.
Frank Rubby (exembajador estadounidense en Guinea Ecuatorial), en la serie de televisión African Dictatorships and Double Standards, lo definió como «el gobernante más asesino y ladrón del mundo».
Aún tratándose del país más rico de África, y uno de los más ricos del mundo, por sus reservas petrolíferas, tres cuartas partes de la población de Guinea Ecuatorial sobreviven con menos de dos dólares al día. Las constantes promesas respecto a la modernización del país nunca llegan a ponerse en práctica. Por el contrario, los ingresos procedentes de los derechos de explotación de crudo, en manos de compañías mayoritariamente estadounidenses, son desviados sistemáticamente a cuentas europeas de la familia Obiang y otros oligarcas del clan. Teodorín Nguema Obiang, alias El Patrón, hijo y posible sucesor del dictador, simultánea el Ministerio de Agricultura, Pesca y Medio Ambiente con la propiedad de empresas madereras, una aerolínea, una emisora de radio y televisión y hasta una productora discográfica que tiene su sede en Los Ángeles.
Pese al blanqueo de dinero en Europa, la corrupción generalizada en el país, los atentados sistemáticos contra los derechos humanos constatados por el relator de las Naciones Unidas sobre la Tortura, y la desigualdad extrema del país, la riqueza petrolera parece otorgar inmunidad al dictador, que ha sido recibido, y tratado como amigo por Condoleezza Rice, Nicolas Sarkozy, Kofi Annan, Juan Carlos I de España, José María Aznar, José Luis Rodríguez Zapatero, Mariano Rajoy,  y otros mandatarios.
En 2008, visitó Argentina para firmar varios acuerdos energéticos sobre recursos hidrocarburíferos y acuerdos en materia económica y social. Allí la entonces presidenta Cristina Fernández de Kirchner le hizo llegar sus preocupaciones al respecto de la situación humanitaria en su país denunciada por Naciones Unidas en 2002 y Obiang abandonó el país ofendido, por lo que los convenios firmados quedaron en letra muerta.

Ustedes cuentan con inmensos recursos hidrocarburíferos en un mundo donde la energía, el petróleo y el gas son indispensables. Pero no puedo dejar de expresarle, señor presidente, nuestra honda preocupación por la situación denunciada por Naciones Unidas en 2002 en cuanto a la situación de los derechos humanos en su país.
Cristina Kirchner

En 2017 junto con su hijo fue acusado por fiscales franceses de saquear 110 millones de euros; un año antes Teodorín Obiang es nombrado por su padre vicepresidente de Guinea Ecuatorial. Teodorín transfirió durante años a su cuenta personal los ingresos del impuesto sobre la venta de madera, según los fiscales franceses.

## Relaciones con España

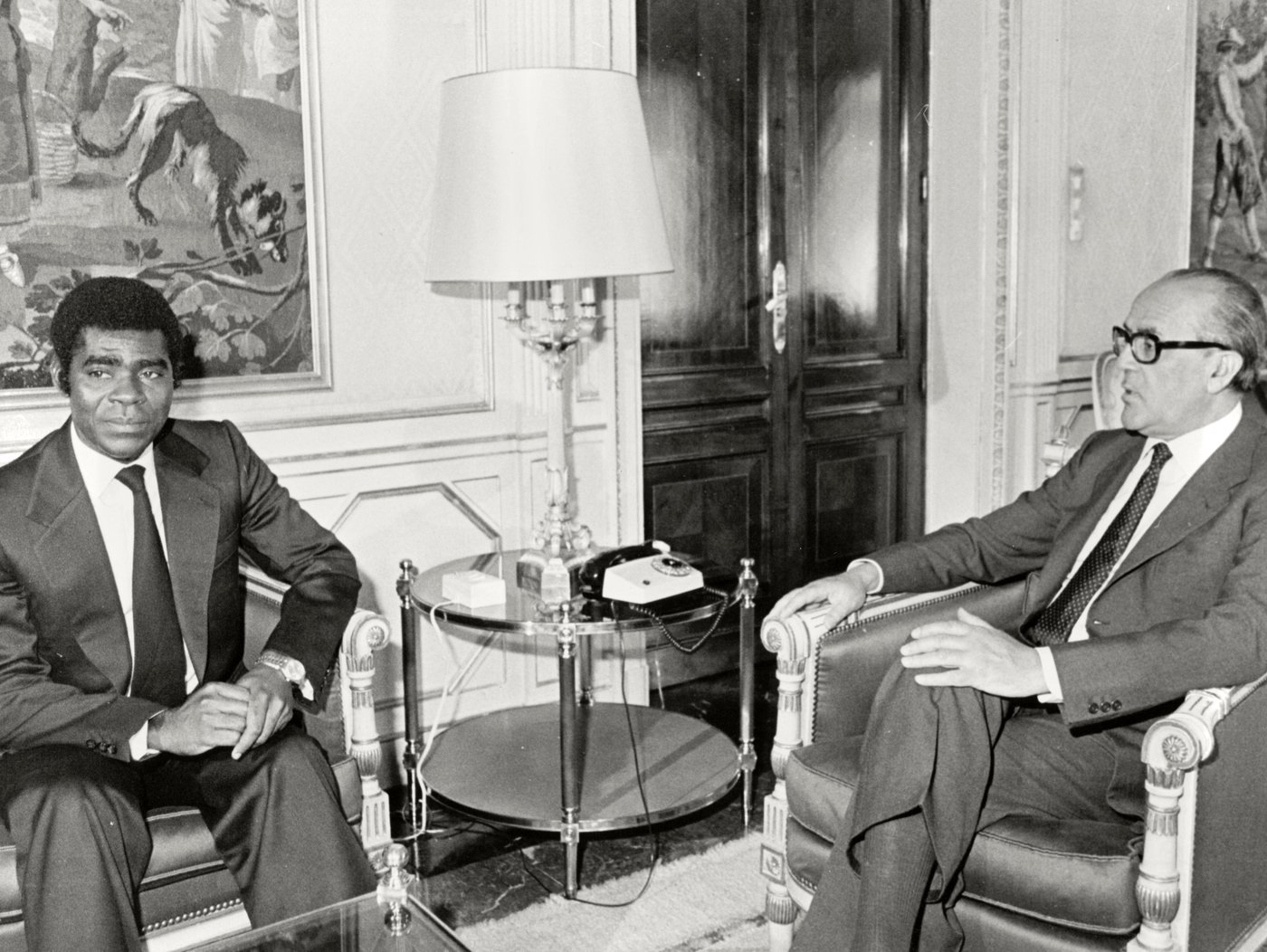
Fotografiado en mayo de 1982 en La Moncloa junto con Leopoldo Calvo-Sotelo

Tras la caída de Macías y el restablecimiento de las relaciones diplomáticas entre ambos países, con el Tratado de Amistad y Cooperación entre España y Guinea Ecuatorial de 1980, la relación entre los sucesivos gobiernos españoles y el presidente ecuatoguineano, Teodoro Obiang, se parece mucho a otros asuntos políticos: el partido que en determinado momento ocupa el poder mantiene el contacto alegando razones de Estado mientras el principal partido en la oposición pide acciones contundentes contra un régimen que esquilma los recursos naturales del país mientras su población vive entre la pobreza y la excepcionalidad política
Las maniobras del Ejecutivo que dirige Mariano Rajoy para rehusar una reunión bilateral entre ambos mientras se ofrecía a romper el protocolo para sentarlos juntos en una cena oficial son un buen ejemplo, aunque finalmente el presidente español canceló su asistencia a este acto. El líder del PP explicaba el 5 de abril de 2014 en Bruselas así el encuentro: "El señor Obiang estará aquí como estarán 41 jefes de Estado y de Gobierno de la Unión Africana. Creo que coincidiré con él en la cena por tanto hablaré como hablo con cualquiera como es mi obligación".
En 2006 la situación era otra. Obiang visitó España en viaje oficial, gobernaba el PSOE y el jefe del Ejecutivo, José Luis Rodríguez Zapatero, recibió al presidente africano en La Moncloa. Durante su estancia en España, Obiang fue recibido también por el entonces líder de la oposición, Mariano Rajoy, en la sede del PP. Rajoy aseguró entonces que atendía a Obiang "por sentido de Estado" y después de que se lo pidiera el Gobierno del PSOE. El responsable de Exteriores durante el mandato de Zapatero, Miguel Ángel Moratinos, negó que se hubiera producido esta intercesión y justificó el recibimiento a Obiang. El rey también invitó a La Zarzuela al presidente, con el que mantuvo una cena privada.
La visita de 2006 estuvo marcada por la negativa de los partidos más pequeños del Parlamento a que la institución recibiera de forma oficial al presidente del país africano. El PP, más comedido, aceptó una visita que nunca se produjo.
Ocho años después, Obiang volvió a España en viaje oficial para asistir al funeral de Estado por el expresidente español Adolfo Suárez. Mariano Rajoy rechazó reunirse de forma oficial y bilateral con el presidente ecuatoguineano. Sin embargo, maniobró para alterar el protocolo y poder sentarse junto a Obiang en la cena de mandatarios que acudieron a la cumbre Unión Europea-África celebrada en Bruselas. A última hora, Rajoy cancelaría su presencia en dicho acto.
Entre ambos acontecimientos, las idas y venidas se han sucedido. En 2008, Obiang intentó, sin éxito, reunirse en España con el presidente del Gobierno y otras altas instituciones del Estado, lo que motivó que anulara su anunciado viaje oficial. En 2011, sin embargo, una delegación de diputados encabezada por el entonces presidente del Congreso español, José Bono, del PSOE, sí visitó Malabo. El grupo que acompañaba a Bono lo integraban el portavoz de CiU, Josep Antoni Duran Lleida, y el portavoz de Exteriores del PP, Gustavo de Arístegui.
Esta ha sido la tónica en las relaciones bilaterales entre la excolonia y la exmetrópoli. A Obiang, que domina Guinea Ecuatorial con extrema dureza desde el golpe de Estado de 1979, le han recibido todos los presidentes democráticos que han sucedido a Suárez, quien llegó a mediar a principios de los años 90 entre la oposición y el Gobierno del país sin ningún éxito.
José María Aznar hizo de anfitrión de Obiang en 2001 y en 2002. El objetivo era, según dijo La Moncloa entonces, establecer un plan para normalizar las relaciones entre ambos países. Dos años después, Guinea Ecuatorial acusaba a España de estar detrás de un intento de golpe de Estado protagonizado por mercenarios.
Felipe González también mantuvo relaciones con Obiang, que visitó España en múltiples ocasiones bajo el primer Gobierno del PSOE. Uno de estos viajes fue famoso por un desplante del presidente ecuatoguineano, que hizo esperar a su anfitrión tres minutos al pie de la escalerilla de su avión. Pocos meses antes, otro intento de golpe de Estado había enfrentado a ambos países y puesto en peligro las relaciones diplomáticas en un momento en el que el petróleo no era más que una quimera.

## Honores
- : Collar de la Orden de Isabel la Católica (27 de diciembre de 1979)[2]
- : Gran Collar de la Orden de Lakandula, Rango de Supremo (19 de mayo de 2006)[3]
- : Gran Collar de la Orden de la Corona (2012)[4]
- : Gran Oficial, Orden Honoraria de la Estrella Amarilla (2012)[5]
- : Gran Collar de la Orden del Cóndor de los Andes (2017)[6][7]

| Predecesor: Francisco Macías Nguema | Presidente de Guinea Ecuatorial Desde 1979                                | Sucesor: En el cargo |
| Predecesor: Bingu wa Mutharika      | Presidente de la Unión Africana 31 de enero de 2011 - 29 de enero de 2012 | Sucesor: Yayi Boni   |